# Henry Barne
Henry Barne (* 9. September 1831 in Arles; † 29. September 1893 ebenda) war ein französischer Politiker. Er war von 1879 bis 1893 Mitglied des Senats.
Barne arbeitete als Anwalt in Marseille. Als solcher war er politisch aktiv, verfasste Artikel für republikanische Zeitungen und zog in den Generalrat des Départements Bouches-du-Rhône ein, zu dessen Präsident er später wurde. 1879 wurde er als Nachfolger des 1876 verstorbenen Alphonse Esquiros in den Senat gewählt und schloss sich dort den Republikanern (Union républicaine) an. 1886 wurde er wiedergewählt. In seinen letzten Lebensjahren war er zunehmend geschwächt, blieb aber bis zu seinem Tod im Jahr 1893 Mitglied des Senats.